# Ocotea piurensis
Ocotea piurensis är en lagerväxtart som beskrevs av Carl Christian Mez. Ocotea piurensis ingår i släktet Ocotea och familjen lagerväxter. Inga underarter finns listade i Catalogue of Life.